# Antique Automobiles/Colin Crabbe Racing
Antique Automobiles/Colin Crabbe Racing var ett brittiskt privat formel 1-stall som tävlade i slutet av 1960-talet och början av 1970-talet.

## Historik
Stallet grundades av Colin Crabbe som handlade med veteran- och samlarbilar.
Säsongen 1969  körde  Vic Elford för stallet. Han ersattes säsongen 1970 av formel 1-debutanten Ronnie Peterson.

## F1-säsonger
| Säsong | Tävlingsnamn                              | Bil         | Motor                    | Däck | Poäng | VM-plac. | Förare          |
| ------ | ----------------------------------------- | ----------- | ------------------------ | ---- | ----- | -------- | --------------- |
| 1969   | Antique Automobiles / Colin Crabbe Racing | Cooper T86B | Maserati 3.0 V12         | -    | 0     | (7:a)    | Vic Elford      |
| 1969   | Antique Automobiles / Colin Crabbe Racing | McLaren M7B | Ford Cosworth DFV 3.0 V8 | G    | 3     | (4:a)    | Vic Elford      |
| 1970   | Antique Automobiles Racing Team           | March 701   | Ford Cosworth DFV 3.0 V8 | G    | 0     | (3:a)    | Ronnie Peterson |
| 1970   | Colin Crabbe Racing                       | March 701   | Ford Cosworth DFV 3.0 V8 | G    | 0     | (3:a)    | Ronnie Peterson |